# Хуан Рамон Балькарсе
Хуа́н Рамо́н Гонса́лес де Балька́рсе (ісп. Juan Ramón González de Balcarce; 16 березня 1773 — 12 листопада 1836) — аргентинський військовий та політичний діяч.

## Біографія
Хуан Рамон Балькарсе брав участь у боротьбі проти британського вторгнення 1807 року, та у військовій кампанії в Перу 1812 року під командою генерала Мануеля Бельграно. Займав посаду губернатора Буенос-Айреса з 1818 до 1820 року. Під час врядування де Росаса займав пост міністра оборони. 1832 року його знову було обрано губернатором Буенос-Айреса. 11 жовтня 1833 року відбувся судовий процес проти де Росаса. У цей час під стінами резиденції губернатора зібрався великий натовп гаучо й бідняків, які вимагали звільнення Росаса з-під варти й відставки Балькарсе. Війська, які мали стримувати натовп, повернули зброю проти уряду і приєднались до народу. Зрештою, Балькарсе було віддано під суд, а його місце посів Хуан Хосе В'ямонте. Балькарсе був ув'язнений і помер у засланні в Консепсьйоні.